# Куда уходит детство
«Куда уходит детство» — песня советского композитора Александра Зацепина на стихи поэта Леонида Дербенёва. Первая исполнительница — Алла Пугачёва.

## История
Александр Зацепин написал мелодию, будучи в гостях у режиссёра Валерия Харченко (с которым они работали над фильмом «Фантазии Веснухина»), когда режиссёр попросил его написать что-нибудь о детстве. Создать песню помог поэт Леонид Дербенёв.
После выхода кинофильма песня стала известна на всю страну. Композитор называл песню в числе своих наиболее любимых произведений.

### Другие исполнители
В 1998 году для дебютного альбома «Елисейские поля» свою версию записала Катя Лель.
В 2001 году — поп-группа «Сливки» для альбомов «Первая весна» и «Настроение».
В 2010 году — певец Джанго.
В пятом сезоне шоу «Голос. Дети» песню исполнила Олеся Машейко.
В 2021 году исполнительница Дора записала свою версию для сериала «Пищеблок».